# Nikopol (Bułgaria)
Nikopol (bułg. Никопол = Nikopoł) − miasto w północnej Bułgarii, w obwodzie Plewen, na prawym brzegu Dunaju, liczące ok. 5 tys. mieszkańców.
Miasto po raz pierwszy wzmiankowane jest w dokumentach z 169 roku, gdy leżało w rzymskiej prowincji Mezja. W późniejszych czasach znajdowało się na północnych obrzeżach Cesarstwa Bizantyjskiego.
Nikopol (Nikopolis) był świadkiem wielu historycznych bitew, między innymi klęski cara bułgarskiego Iwana Szyszmana w 1393 roku, kiedy to miasto zostało zdobyte przez wojska tureckie. Trzy lata później doszło do bitwy pod Nikopolis - starcia między armią europejskich krzyżowców dowodzoną przez Zygmunta Luksemburskiego, wspieraną między innymi przez kontyngent wołoski pod wodzą Mirczy Starego a wojskami sułtana Bajazyda I. Z tego starcia zwycięsko wyszli Turcy, umacniając swoje panowanie w Bułgarii.

## Miasta partnerskie
- Szachty, Rosja